# 拉斐特鎮區 (堪薩斯州學托擴縣)
拉斐特鎮區（英語：Lafayette Township）為美國堪薩斯州學托擴縣轄下的鎮區。2010年美国人口普查中該鎮區人口有29人。

## 地理
拉斐特鎮區涵蓋面積155.89平方（60.19平方英里），境內無城市設立。

### 墓園
根據美國地質調查局的資料，此鎮區擁有3座墓園：
- 克拉姆墓園（Crum Cemetery）
- 聖查爾斯墓園（Saint Charles Cemetery）
- 聯合教堂墓園（Union Chapel Cemetery）

### 溪流
通過此鎮區的溪流有：
- Bachelor溪
- Broker溪
- 昆溪（Coon Creek）
- 北索爾特溪（North Salt Creek）
- 特基溪（Turkey Creek）

## 人口統計
根據2010年美國人口普查，拉斐特鎮區人口有29人，住房37戶，人口密度為0.19人/每平方公里。此鎮區居民之種族有86.21%為白人；0%為非裔美國人；10.34%為美洲原住民；0%為亞裔美國人；0%為太平洋島民；0%為其他種族；另外有3.45%為混血種族。而西班牙裔或拉丁裔美洲人佔此鎮區人口的3.45%。

## 外部連結
- City-Data.com （页面存档备份，存于）